# NGC 7627
NGC 7627 (ook: NGC 7641) is een spiraalvormig sterrenstelsel in het sterrenbeeld Pegasus. Het hemelobject werd op 24 september 1873 ontdekt door de Franse astronoom Édouard Jean-Marie Stephan.

## Synoniemen
- UGC 12556
- MCG 2-59-29
- ZWG 431.47
- PGC 71241